# Campeonato Nacional de Albania 1999-00
El Campeonato Nacional de Albania 1999-2000 (en albanés: Kampionati Kombëtar Shqiptar 1998-99) fue la 61.ª temporada del Campeonato Nacional de Albania, la principal liga profesional de clubes de fútbol, desde su creación en 1930. La temporada comenzó el 18 de septiembre de 1999 y concluyó el 7 de junio de 2000. Tirana comenzó la temporada como campeones defensores de la temporada 1998-99 y Shqiponja fue el único equipo ascendido de la Kategoria e Parë, ya que la liga se redujo de 16 equipos a 14.
Tirana retuvo su título, ya que lo ganó por 19.ª vez y su quinta vez en las 6 temporadas anteriores. El Partizani fue el primer equipo en descender, seguido por el Elbasani, perdedor de los playoffs de descenso/ascenso, hasta la Kategoria e Parë.

## Equipos participantes

### Promoción y descenso
Un total de 14 equipos compitieron en la temporada 1999-2000, 2 menos que en la anterior donde compitieron 16 equipos. De estos 14 equipos, 13 eran de la temporada 1998-99, siendo Shqiponja el único equipo ascendido de la Kategoria e Parë. Bajaron 3 equipos de la temporada 1997-98, Burreli, Laçi y Besa.
| Equipo                | Ciudad  | Estadio                         | Capacidad |
| --------------------- | ------- | ------------------------------- | --------- |
| Apolonia Fier         | Fier    | Estadio Loni Papuçiu            | 10,000    |
| Bylis                 | Ballsh  | Estadio Adush Muça              | 6,000     |
| Dinamo Tirana         | Tirana  | Estadio Qemal Stafa             | 19,700    |
| Elbasani              | Elbasan | Elbasan Arena                   | 15,000    |
| Flamurtari            | Vlorë   | Estadio Flamurtari              | 15,000    |
| Luftëtari Gjirokastër | Lushnjë | Estadio Abdurrahman Roza Haxhiu | 12,000    |
| Lushnja               | Tirana  | Estadio Qemal Stafa             | 19,700    |
| Partizani             | Tirana  | Estadio Qemal Stafa             | 19,700    |
| Shkumbini Peqin       | Peqin   | Estadio Shkumbini               | 6,000     |
| Skenderbeu            | Korçë   | Estadio Skënderbeu              | 12,000    |
| Teuta                 | Durrës  | Estadio Niko Dovana             | 12,040    |
| Tirana                | Tirana  | Estadio Qemal Stafa             | 19,700    |
| Tomori Berat          | Berat   | Estadio Tomori                  | 14,750    |
| Vllaznia              | Shkodër | Estadio Loro Boriçi             | 15,000    |

## Clasificación
|                                 | Pos. | Equipo                | PJ | PG | PE | PP | GF | GC | Dif. | Pts. |
| ------------------------------- | ---- | --------------------- | -- | -- | -- | -- | -- | -- | ---- | ---- |
| Logo de la UEFA Champios League | 1    | Tirana                | 26 | 16 | 4  | 6  | 40 | 14 | +26  | 52   |
| Logo de la UEFA Champios League | 2    | Tomori Berat          | 26 | 15 | 7  | 4  | 35 | 22 | +13  | 52   |
| Logo de la UEFA Champios League | 3    | Teuta                 | 26 | 15 | 4  | 7  | 36 | 16 | +20  | 49   |
| Logo de la UEFA Intertoto Cup   | 4    | Vllaznia              | 26 | 11 | 4  | 11 | 29 | 28 | +1   | 37   |
|                                 | 5    | Bylis                 | 26 | 10 | 7  | 9  | 28 | 29 | -1   | 37   |
|                                 | 6    | Lushnja               | 26 | 10 | 5  | 11 | 34 | 31 | +3   | 35   |
|                                 | 7    | Shkumbini Peqin       | 26 | 10 | 5  | 11 | 31 | 31 | 0    | 35   |
|                                 | 8    | Skenderbeu            | 26 | 10 | 4  | 12 | 33 | 33 | 0    | 34   |
|                                 | 9    | Luftëtari Gjirokastër | 26 | 8  | 9  | 9  | 21 | 21 | 0    | 33   |
|                                 | 10   | Dinamo Tirana         | 26 | 8  | 7  | 11 | 27 | 31 | -4   | 31   |
|                                 | 11   | Apolonia Fier         | 26 | 9  | 4  | 13 | 22 | 41 | -19  | 31   |
|                                 | 12   | Flamurtari            | 26 | 9  | 3  | 14 | 25 | 35 | -10  | 30   |
| Decrecimiento                   | 13   | Elbasani              | 26 | 8  | 5  | 13 | 19 | 32 | -13  | 29   |
| Decrecimiento                   | 14   | Partizani             | 26 | 6  | 6  | 14 | 21 | 37 | -16  | 24   |

## Resultados
| Local/Visitante       | APO | BYL | DTI | ELB | FLA | LUF | LUS | PAR | SHK | SKE | TEU | TIR | TOM | VLL |
| --------------------- | --- | --- | --- | --- | --- | --- | --- | --- | --- | --- | --- | --- | --- | --- |
| Apolonia Fier         |     | 1-1 | 0-2 | 0-1 | 2-0 | 2-1 | 2-0 | 2-0 | 1-1 | 3-1 | 0-1 | 2-1 | 0-0 | 2-0 |
| Bylis                 | 1-0 |     | 2-1 | 2-0 | 6-3 | 1-1 | 1-0 | 1-0 | 1-0 | 2-1 | 0-2 | 0-0 | 1-0 | 2-1 |
| Dinamo Tirana         | 0-1 | 0-0 |     | 2-1 | 1-0 | 2-1 | 2-0 | 2-1 | 3-0 | 1-0 | 1-2 | 1-2 | 3-3 | 0-2 |
| Elbasani              | 0-2 | 3-1 | 2-1 |     | 0-0 | 0-0 | 2-1 | 1-1 | 1-0 | 0-0 | 2-1 | 1-0 | 0-1 | 1-2 |
| Flamurtari            | 3-1 | 1-0 | 0-0 | 3-0 |     | 1-0 | 0-3 | 1-2 | 2-1 | 3-1 | 1-0 | 1-0 | 0-1 | 1-0 |
| Luftëtari Gjirokastër | 0-0 | 2-0 | 1-0 | 0-0 | 0-0 |     | 1-0 | 3-0 | 2-1 | 2-0 | 0-0 | 1-1 | 0-0 | 3-2 |
| Lushnja               | 2-0 | 1-1 | 3-1 | 4-0 | 2-0 | 1-0 |     | 1-0 | 0-1 | 3-2 | 3-2 | 2-0 | 1-1 | 1-1 |
| Partizani             | 3-1 | 0-0 | 1-0 | 2-1 | 1-0 | 1-2 | 1-1 |     | 1-1 | 2-3 | 2-0 | 0-0 | 0-1 | 2-2 |
| Shkumbini Peqin       | 2-0 | 1-1 | 1-1 | 1-0 | 1-0 | 2-0 | 1-1 | 3-0 |     | 2-0 | 3-2 | 0-1 | 3-0 | 2-1 |
| Skenderbeu            | 7-0 | 2-1 | 1-1 | 2-0 | 2-1 | 1-0 | 2-1 | 1-0 | 3-1 |     | 0-0 | 0-1 | 2-2 | 1-0 |
| Teuta                 | 4-0 | 2-0 | 1-1 | 1-0 | 3-0 | 1-0 | 2-0 | 4-0 | 2-0 | 2-0 |     | 1-0 | 2-0 | 1-0 |
| Tirana                | 7-0 | 2-0 | 4-0 | 2-1 | 2-0 | 4-1 | 2-1 | 3-0 | 3-1 | 1-0 | 1-0 |     | 0-0 | 1-0 |
| Tomori Berat          | 2-0 | 4-3 | 2-1 | 2-0 | 2-1 | 1-0 | 3-2 | 2-1 | 3-1 | 2-0 | 0-0 | 1-0 |     | 2-0 |
| Vllaznia              | 1-0 | 1-0 | 0-0 | 1-2 | 3-1 | 0-0 | 3-0 | 1-0 | 2-1 | 2-1 | 2-0 | 0-2 | 1-0 |     |

## Eliminatorias

### Campeonato
Tirana y Tomori terminaron la temporada empatados a puntos, por lo que la Federación Albanesa de Fútbol decidió organizar un partido de desempate del campeonato para determinar el ganador del Campeonato Nacional de Albania 1999-2000. El partido se jugó en el Estadio Ruzhdi Bizhuta en Elbasan y Tirana ganó en los penales tras un empate 1-1 para retener su título. Si la liga se hubiera decidido por la diferencia de goles, Tirana la habría ganado, pero si se hubiera decidido por su récord de enfrentamientos directos, Tomori lo habría ganado.
| 28 de mayo de 2000 | Tirana                                        | 1-1 (0-0 t. s.)(5-4 p.)    | Tomori Berat                         | Estadio Ruzhdi Bizhuta, Elbasan                          |                                                          |
|                    | Dede 88'                                      |                            | 57' Rizvanolli                       | Asistencia: 12,000 espectadores Árbitro(s): Bujar Pregja | Asistencia: 12,000 espectadores Árbitro(s): Bujar Pregja |
|                    |                                               | Tiros desde el punto penal |                                      |                                                          |                                                          |
|                    | Alimehmeti · Kenesei · Memishi · Driza · Dede |                            | Hasa · Lako · Gega · Arbëri · Muzhaj |                                                          |                                                          |

### Copa Intertoto
Vllaznia y Bylis terminaron la temporada empatados a puntos, por lo que la Federación Albanesa de Fútbol decidió organizar un partido de desempate para determinar qué equipo ocupará el lugar de la Copa Intertoto. Aunque Teuta terminó tercero y habría tomado el lugar de la Copa Intertoto si no hubiera ganado la Copa de Albania 1999-00, lo que significa que perdió su lugar en la Copa Intertoto para ocupar su lugar en la Copa de la UEFA por ganar la Copa de Albania. Vllaznia ganó el juego 4-3 en el Estadio Selman Stërmasi en Tirana.
|  | Vllaznia                                                 | 4-3 | Bylis                              | Estadio Selman Stërmasi, Tirana |  |
|  | Sula 27' (a.g.) · Beqiri 50' · Bylykbashi 60' · Osja 82' |     | 5' Jakupi · 73' Bilali · 90' Shehu |                                 |  |

### Descenso/ascenso
Elbasani terminó en penúltimo lugar de la liga, y aunque no descendió automáticamente como Partizani, se colocó en un playoff de descenso / ascenso contra el subcampeón del playoff de Kategoria e Parë, Besa. El juego tuvo lugar el 7 de junio de 2000 en Tirana y Besa ganó 2-1, gracias a los goles de Armand Daiu y Demneri, para ganar el ascenso al Campeonato Nacional de Albania 2000-01, con Elbasani descendiendo a la Kategoria e Parë.
|  | Besa                          | 2-1 | Elbasani      | Tirana, |  |
|  | Daiu 25' (pen.) · Demneri 50' |     | 41' Ibërshimi |         |  |

## Estadísticas

### Goleadores
| Pos. | Jugador         | Club              | Goles |
| ---- | --------------- | ----------------- | ----- |
| 1    | Klodian Arbëri  | Tomori Berat      | 18    |
| 2    | Vladimir Gjoni  | Shkumbini         | 14    |
| 3    | Daniel Xhafa    | Flamurtari/Bylis  | 12    |
| 3    | Rigels Qose     | Skënderbeu        | 12    |
| 5    | Anesti Vito     | Flamurtari/Tirana | 11    |
| 6    | Edi Martini     | Vllaznia          | 8     |
| 6    | Alban Rexha     | Partizani         | 8     |
| 6    | Artan Bano      | Lushnja           | 8     |
| 6    | Fjodor Xhafa    | Dinamo Tirana     | 8     |
| 6    | Justin Bespalla | Teuta             | 8     |